# 守田奈緒子
守田 奈緒子（もりた なおこ、1974年9月25日 - ）は、日本の元レースクイーンであり、元タレントである。

## 人物
1974年（昭和49年）、神奈川県生まれ。1976年（昭和51年）生まれや1979年（昭和54年）生まれ説もある。
1996年に『ANABUKI』、1997年、『シオノギ・チーム・NOVA』、1998年から2年は『ユニシアジェックス』のレースクイーンを務める。また、同年にはテレビ番組 『新ボキャブラ天国』（フジテレビ）に出演したほか、チームNOVAレースクイーン時代に森永乳業の『ピクニック・ギャル』としてCMに出演した。さらに1999年（平成11年）には、バラエティー番組 『さんまのスーパーからくりテレビ』（TBS）でアシスタントを務めた。所属芸能事務所は、アズプランニングであった。

## 出演
- 寝ドキッ!!（日本テレビ）
- BRAKE（読売テレビ）
- ミニスカ特捜隊 L.E.G.S.（2002年、日本ニューメディア）

## 写真集・ビデオ
写真集
- 『プライベート情事。 -守田奈緒子写真集』 （1999年、竹書房）
- RACE QUEEN '97 Vol.1（1997年、フロム出版）
- ベストオブレースクィーンズ '97（1997年、音楽専科社）
- レースクイーン完全バイブル'97（1997年、ぶんか社）
- RACE QUEEN CALENDAR '98（1997年、フロム出版）
- RACE QUEEN 公式ファイル '97（1997年、リイド社）
- 97 Super Queen No.3（1997年、フロム出版）
- RACE QUEEN 完全ファイル（1998年、リイド社）
- 1998 完全キャンギャル大解剖（1998年、メディア・クライス）
- キャンギャル完璧ファイル1998（1998年、スコラ）

ビデオ
- '97 RACE QUEEN BIBLE（1997年、パイオニアLDC）
- 極楽 RACE QUEEN（1998年、ポニーキャニオン）